# Хиллер, Уэнди
Дама Уэ́нди Ма́ргарет Хи́ллер (англ. Dame Wendy Margaret Hiller, 15 августа 1912 — 14 мая 2003) — британская актриса, лауреат премии «Оскар» (1959).

## Биография

### Карьера
Уэнди Маргарет Хиллер родилась в городе Стокпорт в графстве Чешир на северо-западе Англии в семье Фрэнка Уоткина Хиллера, производителя хлопка, и Мэри Стоун.
Профессиональную карьеру актрисы Уэнди Хиллер начала в начале 1930-х годов в Манчестере. Первого успеха она добилась в 1934 году, после чего много гастролировала по театрам Англии. В 1935 году состоялся её дебют в лондонском Вест-Энде. В 1936 году Уэнди Хиллер появилась в гастролях в Нью-Йорке, где её заметил Бернард Шоу. Ему очень понравилась игра молодой актрисы и он пригласил её на роли в своих пьесах «Святая Иоанна», «Пигмалион» и «Майор Барбара». Шоу также настоял на том, чтобы актриса сыграла Элизу Дулиттл в экранизации пьесы в 1938 году, за которую она в первый раз была номинирована на «Оскар», причём Хиллер стала первой британской актрисой, номинированной на эту премию. В 1941 году она снялась в фильме «Майор Барбара», ещё одной экранизации пьесы Бернарда Шоу. В 1945 году Хиллер появилась в классике британского кино — фильме «Я знаю, куда я иду!».
В дальнейшем, с развитием карьеры, Уэнди Хиллер стала популярна как в Лондоне, так и в Нью-Йорке. В 1947 году она выступала на Бродвее в пьесе «Наследница».
Несмотря на успешные роли в кино и заманчивые предложения из Голливуда, Уэнди Хиллер всё же в большей степени продолжала оставаться театральной актрисой, лишь изредка появляясь на киноэкранах. В 1950-е годы у неё были примечательные роли в фильмах «Изгнанник с островов» (1951), «Нечто ценное» (1957), «Как убить богатого дядюшку» (1957), а также в «За отдельными столиками» (1958), роль в котором была отмечена премией «Оскар» как лучшей актрисе второго плана. Даже несмотря на такой успех, она осталась холодна к своим киноролям, и во время церемонии вручения заявила: «Эта честь для меня не важна; жалкие наличные деньги — вот, что это для меня значит». В третий раз она номинировалась на «Оскар» в 1967 году за роль в фильме «Человек на все времена».
В 1971 году Уэнди Хиллер был присвоен титул Офицера ордена Британской империи, а 1975 году она стала Дамой-Командором этого ордена.
В 1960 году за роль властной матери в фильме «Сыновья и любовники» Уэнди Хиллер была номинирована на премию BAFTA. Роль княгини Драгомировой в экранизации романа Агаты Кристи «Убийство в „Восточном экспрессе“» (1974) принесла ей ещё больший успех и Вечернюю британскую кинопремию. Другими примечательными её ролями в последующие годы были Ребекка Вайлер в фильме «Путешествие проклятых» (1976) и злостная матрона в лондонском госпитале в фильме «Человек-слон» (1980).
Последний раз на Вест-Энде она появилась в 1988 году в постановке «Водитель мисс Дэйзи», а последней её экранной ролью стала Элис фон Холзендорф в фильме «Графиня Элис» (1992).

### Личная жизнь
В 1937 году Уэнди Хиллер вышла замуж за сценариста Рональда Гоу, который был старше её на 15 лет. В начале 1940-х годах пара переехала в город Биконсфилд в графстве Бакингемшир, где у них родились двое детей — Энн (1939—2006) и Энтони (род. 1942). Уэнди Хиллер прекратила свою актёрскую карьеру в 1992 году из-за плохого здоровья. В следующем году не стало её мужа Рональда Гоу. Сама актриса скончалась в возрасте 90 лет в своём доме в Биконсфилде 14 мая 2003 года.

## Избранная фильмография
- 1938 — Пигмалион — Элиза Дулиттл
- 1941 — Майор Барбара — майор Барбара
- 1945 — Я знаю, куда я иду! — Джоан Уэбстер
- 1951 — Изгнанник с островов — Миссис Олмейер
- 1957 — Как убить богатого дядюшку — Эдит Клиттербёрн
- 1957 — Нечто ценное — Элизабет МакКензи Ньютон
- 1958 — За отдельными столиками — Пэт Купер
- 1960 — Сыновья и любовники — Гертруда Морел
- 1963 — Игрушки на чердаке — Анна
- 1966 — Человек на все времена — Элис Мур
- 1974 — Убийство в «Восточном экспрессе» — княгиня Драгомирова
- 1976 — Путешествие проклятых — Ребекка Вайлер
- 1980 — Человек-слон — Мазерхэд
- 1982 — Занимаясь любовью — Уинни Бейтс
- 1982 — Свидетель обвинения — Джанет Макензи (ТВ)
- 1987 — Одинокая страсть Джудит Хирн — тётя Д’Арси

## Награды
- 1959 — Премия «Оскар» за лучшую женскую роль второго плана («За отдельными столиками»)